# ولاية جندوبة
ولاية جَنْدُوبَة (كان اسمها قبل عام 1966 ولاية سوق الأربعاء) ولاية تقع في أقصى الشمال الغربي للجمهوريّة التونسيّة. تحدها شرقا ولاية باجة وغربا القطر الجزائري وجنوبا ولايتي سليانة والكاف وشمالا البحر الأبيض المتوسط يشقّ وادي مجردة مدينة جندوبة عاصمة الولاية وهو أطول نهر بالبلاد التونسية و وادي مجردة ينحدر من جبال سوق أهراس بالجزائر. وتتميّز باتساع سهولها وجودة تربتها وكثرة سدودها بها أكثر من ثلث المخزون المائي بالبلاد التونسية وفيها أكبر الغابات المعروفة بسلسلة جبال خمير الممتدة من الجزائر وصولا إلى بنزرت إضافة إلى خصوبتها وتنوّع فلاحتها وإنتاجها الزراعي الوفير وبمناطقها السقويّة الشاسعة والمتعدّدة.

## التاريخ
جندوبة هي وريثة بلاريجيا المدينة الرومانية والبونيقية التي صعدت منذ القرن الأول للميلاد إلى مرتبة البلدية وتمصرت مع أختها شمتو فأصبحت قاعدة الشمال الغربي على الطريق الرئيسية بين قرطاج وبونة، فبعد هجر بلاريجيا لم يحصل أن تكونت مدينة بسهول مجردة الوسطى لتواصل حمل مشعل التمدن والحضارة رغم تعاقب القبائل على المنطقة من المشرق العربي أو من داخل البلاد إلى أن تكونت نواة مدينة جندوبة حول محطة السكة الحديدية التي شرع في استعمالها في 01-09-1879.
انبعثت مدينة جندوبة في أول الأمر شمال السكة الحديدية حول الثكنة العسكرية متواضعة بسيطة في مظهرها وهندستها وبعد عقد من الزمن أخذت تتوسع جنوبا مكونة بذلك عدة أنهج جديدة كنهج المغرب ونهج الساقية ونهج محمد علي. عرفت مدينة جندوبة منذ نبعاثها باسم سوق الأربعاء نسبة إلى اسم السوق الأسبوعية التي تنتصب كل يوم أربعاء أما سكان المنطقة فكانوا يطلقون عليها كلمة البراكة نسبة إلى المحلات المشيدة من ألواح الخشب وفي سنة 1966 أطلق عليها اسم جندوبة بمقتضى أمر رئاسي بتاريخ 30-04-1966.

### التسمية
تجدر الإشارة أن أصل اسم بربري وهو يتكون من كلمتين الأولى جن ومعناها «سوق» والثانية دوبة ومعناها «قمح». وهذا ما يعيدنا إلى التسمية التي وقع ذكرها سابقا وهي سوق الإربعاء إذ أن السوق كان ولا زال فعلا ينعقد يوم الإربعاء. وبدخول المستعمر الفرنسي وبإرادته تغيير الكثير من تراث البلاد سواء كان عربي إسلامي أو بربري فقد غير اسم المنطقة الأصلي وهو جندوبة إلى سوق الأربعاء، ومع حصول البلاد على الاستقلال، قررت الحكومة إعادة الاسم الأصلي.
وهذه اللمحة التاريخية تطرح مسألة انبعاث هذه البلاد بعد انتصاب الاستعمار الفرنسي على الأراضي التونسية. إذ توجد جندوبة فعلا على سهول منبسطة مترامية الأطراف وهو أمر غير معهود في التاريخ فعلى مر الأزمان أقيمت أغلب المدن على مرتفعات أو محاطة بالوديان والمياه، والغاية إستراتيجية عسكرية بغية تفادي غارات العدو.

## المواقع الأثرية

### بلاريجيا

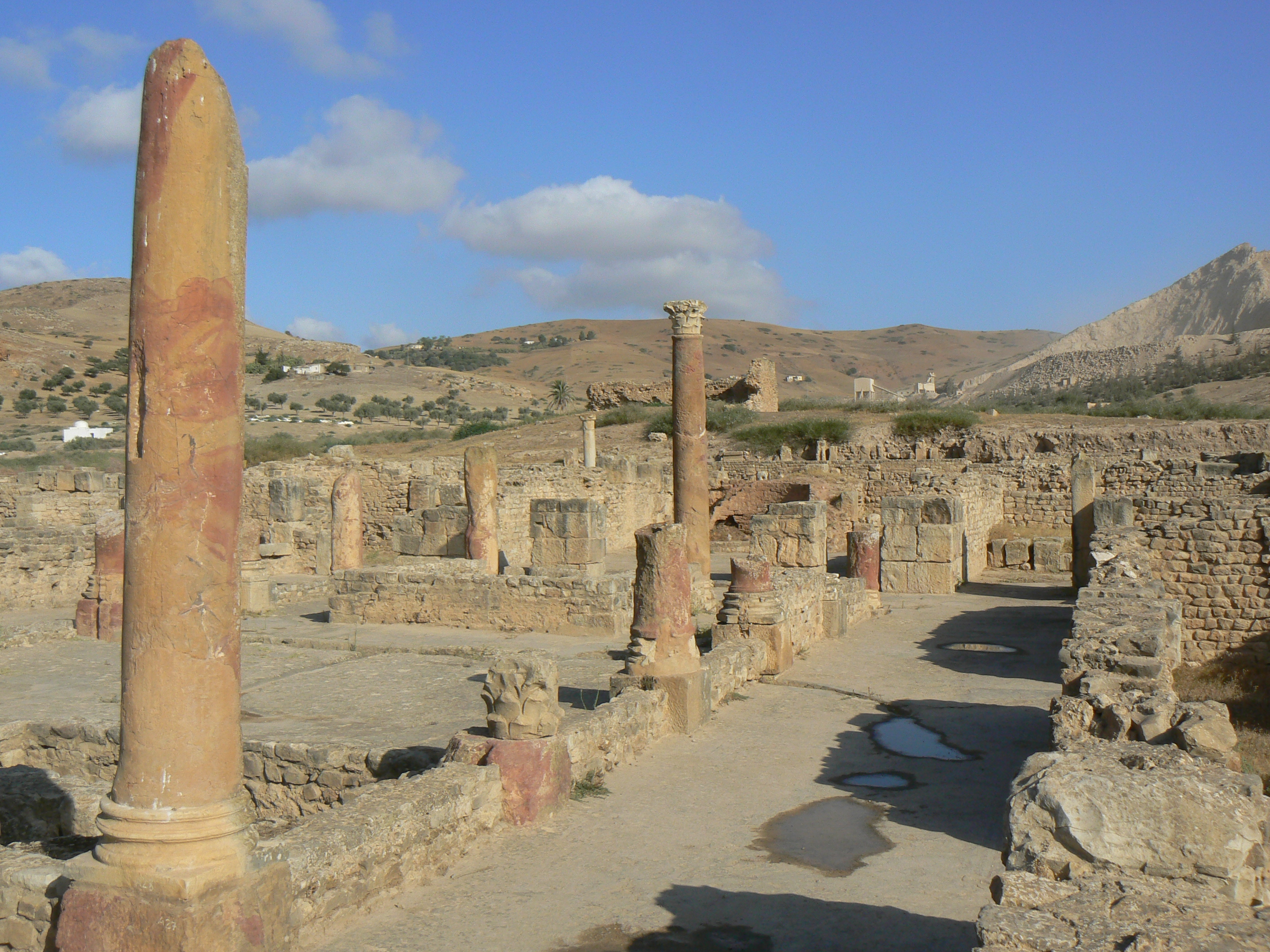
الموقع الأثري ببلاريجيا

تقع مدينة بلاريجيا الأثريّة شمال مدينة جندوبة وعلى مسافة 8 كم منها وبالتحديد على سفح جبل ربيعة. وتعتبر بلاريجيا من أشهر المدن في العهود القرطاجنية والرومانيّة والبيزنطيّة والتي تدل آثارها القائمة إلى اليوم على تاريخها وثرائها وشموخ حضارتها.
ويرقى تاريخ «بلا» إلى أواخر القرن الخامس وبداية القرن الرابع قبل الميلاد وقد كشفت الحفريات التي قام بها الدكتور – كرتون- حوالي سنة 1900 بالبعض منها عن آثار قيمة للغاية مثل التماثيل والسوق والحمام والكنيسة والمسرح والمنازل التي تحت الأرض، وتمتاز هذه الآثار بفسيفسائها الرومانيّة التي زخرفت بها أرضيّة هذه المباني وجدرانها؛ وقد رسمت بها لوحات عجيبة تحكي جوانب من حياة عصرها. وقد اتخذت منها تماثيل وقطع أثرية وضعت بالمتحف الوطني. وببلاريجيا عين جارية عذبة ما زالت مياهها إلى اليوم دافقة وكانت قبل جلبها في القنوات إلى مدينة جندوبة تنساب في حقول منخفضة تسمى شط الحمام مكونة بحيرة كبيرة من الأمطار.
إنّ هذا المحيط الثري بمناظره الطبيعيّة ومعالمه الأثريّة كفيل بأن يجعل من جندوبة ياحيّا وخصوصا في فصل الربيع.

## شمتو

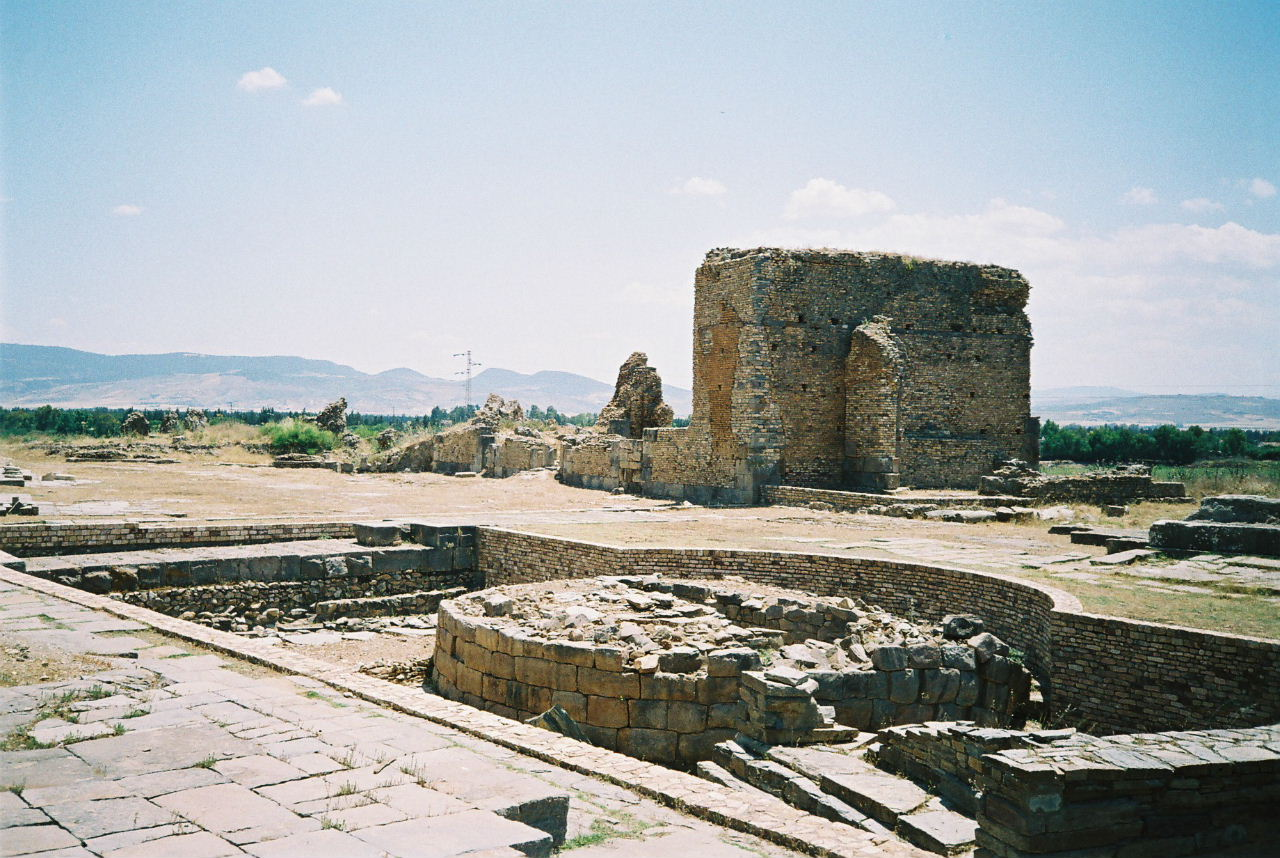
صورة لموقع شمتو.

ومن المعالم الأثرية الهامّة أيضا شمتو  التي كشفت الحفريات المتواصلة فيها عن معالم نادرة كالمقبرة النوميديّة التي تمّ العثور عليها تحت مستوى ساحة من العهد الروماني وقد وقع استعمالها من القرن الخامس إلى منتصف القرن الأوّل ق م. وتقع شمتو على مسافة 20 كم غرب المدينة وهي مدينة بربريّة تعاقبت عليها نفس الحضارات التي عرفتها بلاريجيا وتتميّز بالمعالم الفريدة من نوعهأ مثل الهضبة المقدسة والجسر الحجري على وادي مجردة وقد اشتهرت برخامها الأصفر.
كما توجد بهذه المنطقة المخلفات الأثريّة لوسط المدينة في العهد الروماني مثل الساحة العمومية وبناية البازيليك المدنيّة وحنفية ضخمة وقوس نصر ودكاكين وساحة صغيرة. وتوجد في بقيّة الموقع أثار متناثرة للمباني المعهودة فــي كل مدينة من العهد الروماني: المسرح والمدرج والسوق والحمام والحنايا. ويوجد بها الآن متحف أثري يضمّ مجموعة هامّة من القطع الأثريّة النادرة.

## الجغرافيا
تبعد مدينة جندوبة 160 كم على العاصمة تونس.

### قرى ولاية جندوبة
- عِين سُلْطَان قرية تونسية تقع بولاية جندوبة، قرب الحدود التونسية الجزائرية، شمال غربي مدينة غار الدماء. يوجد بعين سلطان مركزا للتربصات والاصطياف يتبع وزارة الشباب والرياضة وتأتيه من فترة لأخرى أفواج من الشباب وخاصة تلك التابعة للكشافة التونسية لقضاء العطلة الصيفية. في واقع الأمر يعود تاريخ الاصطياف والتخييم في عين سلطان إلى الفترة الاستعمارية حيث كانت عين سلطان تعتبر مركزا وطنيا للتخييم بالنسبة للفرنسيين. وتوجد إلى حد الآن آثار لمسبح وحمامات ومواقع للتخييم في القرية. مؤخرا انطلقت أشغال لإنجاز مشروع مركب وطني للتدريب لفائدة الفرق الرياضية الختلفة شبيه بذلك الموجود بعين دراهم. هذا المشروع سيمثل نقلة نوعية في تاريخ القرية وسيعيد إليها شهرتها السابقة.

الطقس في عين سلطان يمتاز ببرودته الشديدة في فصل الشتاء وحرارته المعتدلة عموما في فصل الصيف. تتجاوز معدلات تساقط الأمطار الألف ملمتر في السنة وتنزل الثلوج في بعض الأحيان في فصل الشتاء متجاوزة في سمكها في بعض الحالات نصف المتر. تشتهر القرية بعذوبته مياهها ويرجع البعض تسمية القرية إلى عين طبيعية عذبة جدا تسمى «عين سلطان» توجد بالقرب من مركز الغابات التابع لوزارة الفلاحة.
- سُوق الجُمُعَة قرية تقع في معتمدية جندوبة الشمالية بولاية جندوبة بالشمال الغربي التونسي، جنوب غرب مدينة فرنانة. ترقيمها البريدي هو 8132

## التعليم
جامعة جندوبة : هو قطب جامعي يوجد مقره بولاية جندوبة. تتضمن الجامعة كلية، 7 معاهد و 5 مؤسسات ذات الإشراف المزدوج. في السنة الجامعية 2008-2009, بلغ عدد الطلاب الدارسين فيها حوالي 15000 طالبا فيما بلغ عدد إطارات التدريس فيها 837 إطارا.